# Parc provincial de Big Knife
Le Parc provincial de Big Knife est un petit parc provincial dans le centre de l'Alberta, Canada. Le parc est situé sur la rivière Battle à l'intersection avec le Ravin de Big Knife et est situé entre les villages de Donalda et de Forestburg, 10 kilomètres au sud de la Route 53 et 88 kilomètres de la ville de Camrose. Le Ravin de Big Knife commémore une bataille à la mort entre deux aborigènes:  Big Man, un Cris, et Knife, un Pieds-Noirs,.

## Histoire
Le parc a été créé en 1962 dû à sa diversité naturelle, sa beauté et son potentiel pour la présence d'activités de récréation dans la région. Avant l'arrivée des Européens, la région était importante pour les aborigènes puisque la flore présente dans la région permettait à ceux-ci de se déplacer et les arbres conifères mature donnait une protection contre les éléments. La portion au bas du Ravin de Big Knife était un territoire de la Confédération des Pieds-Noirs. 
Anthony Henday a été le premier européen à explorer la région en 1754 pendant qu'il cherchait pour du bison. Durant les années 1800, la vallée entourant la rivière Battle est devenu un centre pour la traite des fourrures et cette traite est devenu un aspect important pour l'économie de la région. Les expéditions de Palliser ont également passé dans la région et dans son journal, Palliser a noté que la région était marquée par les badlands et par des poses de charbon. Jack Coustain a été le premier colon à s'établir dans la région en 1902 et plusieurs colons se sont ensuite installé dans la région. Jack Coustain a abandonné sa propriété en 1906 et la propriété à eux plusieurs propriétaires, le dernier étant Jack Nelson. Jack Nelson était connu dans la région pour la production d'alcool de contrebande à l'ancienne propriété de Jack Coustain mais, après quelques années, lui aussi a abandonné la propriété. La propriété a ensuite été retrouvée par un garde forestier en 1965 et la Gendarmerie Royale Canadienne est venue détruire la propriété. Un moulin à bois était également en opération dans la région et aujourd’hui, plusieurs vieilles souches sont encore présentes dans la région.
Plusieurs groupes et individus dans la région voulait que la région ait le titre de parc provincial. La première demande officielle d'un fonctionnaire du Gouvernement de l'Alberta a été fait par C.H. Harvie, un inspecteur des parcs. Les résidents de Forestburg et la chambre du commerce ont envoyé plusieurs lettres au Gouvernement de l'Alberta durant les années 1950. Durant cette période, la terre en question était soit une propriété privée ou une propriété de la couronne louée à Canadian Utilities, qui opérait une centrale électrique thermique. Après plusieurs requêtes par Jack Hillman, le membre de l'assemblée législative de l'Alberta de la région, le Gouvernement de l'Alberta a établi le Parc provincial de Big Knife.

## Activités
Plusieurs activités dans le parc sont reliées à l'eau et incluent :
- Canoë
- Canoë-kayak
- Natation
- Pêche
- Bateau à moteur

Au terrain de camping Big Knife, les activités de camping et d'observation des oiseaux sont populaires. Le parc est ouvert durant les mois d'été (mai jusqu'en septembre) et l'accès est limité durant les mois d'hiver.